# 施閏章
施閏章（1618年—1683年），字尚白，一字屺雲，號愚山，又號蠖齋，晚號矩齋。江南宣城縣（今屬安徽省）人。清代官員、詩人。

## 生平
生於明神宗萬歷四十六年（1618年），十八岁，考中秀才。早年游学於复社名士沈寿民及周镐门下。順治六年（1649年）進士，授刑部主事，官山東學政、江西布政司參議、分守湖西道。康熙六年（1667），歸里。康熙十八年，召博學宏詞，僅列二等第四名，充《明史》纂修官。康熙二十二年，任翰林院侍讀。康熙二十二年（1683年）卒。
施閏章與宋琬齊名，號“南施北宋”，又与严沆、丁澎等合称为“燕台七子”，其詩風“溫柔敦厚，一唱三嘆，有風人之旨”。張裕釗在《國朝三家詩鈔》中，將鄭珍和施閏章、姚鼐並列為清代三代詩人。
蒲松龄在著作《聊斋志异》卷十《胭脂》一文中大加赞扬作他考官的施閏章。

## 著作
著有《學餘堂文集》二十八卷、《學餘堂詩集》五十卷、《學餘堂外集》二卷等。

## 延伸阅读
[在维基数据编辑]
 《清史稿·卷491》
 《清史稿/卷484》，出自趙爾巽《清史稿》